# Доктрина Буша

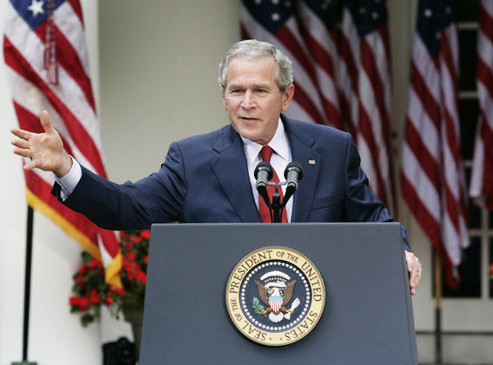
Джордж Буш під час пресконференції говорить про ядерні амбіції Ірану та міркує про ядерні випробування в Північній Кореї. 2006

Доктрина Буша (англ. Bush Doctrine) — вираз, який вживають для опису різних суміжних принципів зовнішньої політики 43-го президента Сполучених Штатів Джорджа Буша. Спочатку фраза характеризувала політику, згідно з якою Сполучені Штати мають право убезпечити себе від країн, які дають притулок або допомогу терористичним групам, щоб виправдати таким чином вторгнення в Афганістан в 2001.
Пізніше в доктрину включили додаткові елементи, зокрема спірну політику превентивної війни, що полягає в тому, що Сполученим Штатам слід зміщувати режими в інших країнах, які представляють потенційну або передбачувану загрозу для безпеки Сполучених Штатів, навіть якщо ця загроза не є безпосередньою; політика «поширення демократії» у всьому світі, особливо на Близькому Сході, як і стратегії боротьби з тероризмом, а також готовність дотримуватися військових інтересів США в односторонньому порядку. Деякі з цих стратегій містилися в документі Ради національної безпеки під заголовком «Стратегії національної безпеки Сполучених Штатів», опублікованому 20 вересня 2002.